# Понтекорвське князівство
Понтекорвське князівство (фр. Principautés de Pontecorvo; італ. Principato di Ponte Corvo) — недовговічна клієнтська держава Французької Імперії, створена Наполеоном Бонапартом після коронування його королем Італії в 1805 році. Припинило існування після завершення наполеонівських війн, згідно рішень Віденського конгресу в 1815 році.

## Князі Понтекорво

### Жан Батист Жюль Бернадот (1806—1810)
Жан Батист Жюль Бернадот був першим князем Понтекорвським. Після того як його обрали коронним принцом Швеції, він відмовився від престолу.

### Князь Наполеон Люсьєн Шарль Мюрат (1812—1815)
Князь Наполеон Люсьєн Шарль Мюрат був сином Йоахіма Мурата, короля Неаполя та Кароліни Бонапарт. Хоча правління сім'ї Мюрат в Понтекорво тривало лише три роки, нащадки все ще неофіційно використовують титул «Князь Понтекорво».